# Edith Saner
Edith Saner (* 1960 in Oberkirch LU) ist eine Schweizer Politikerin (Die Mitte). Sie gehört dem Grossen Rat des Kantons Aargau an und war im Jahre 2020 dessen Präsidentin.

## Leben
Saner wuchs in Oberkirch im Kanton Luzern als Bauerntochter mit sieben Geschwistern auf. Ihr Vater war in einigen öffentlichen Ämtern tätig und Präsident der FDP-Ortspartei. Die Mutter war Schulpflegerin.
Mit 18 Jahren entschloss sich Edith Saner für die Ausbildung zur Pflegefachfrau, welche sie im Jahr 1981 an der Baldeggerschule in Sursee abschloss. Danach arbeitete sie im Kantonsspital Olten als diplomierte Pflegefachfrau. 1984 begann sie ihre Höhere Fachausbildung in Gesundheit und schloss diese ein Jahr später ab. Die nächsten zwei Jahre war sie mit dem Aufbau sowie der Leitung eines Gesundheitszentrums der Kirchgemeinde St. Paulus in Bern beschäftigt. 1987 übernahm sie die Leitung der Abteilung Bildung und Beratung am Kantonsspital Baden, welche sie bis Ende 2020 innehatte. Ausserdem war sie von 1991 bis 2017 die Stellvertreterin der Direktorin des Departements Pflege am Kantonsspital Baden.
Nachdem sie 1987 nach Birmenstorf gezogen war, engagierte sie sich in der lokalen Spitex-Organisation. Von 1991 bis 2003 war sie Vorstandsmitglied und später Präsidentin der Spitex Fislisbach-Birmenstorf. Während dieser Zeit absolvierte sie die Ausbildung zur Betriebsausbilderin am Institut für angewandte Psychologie in Zürich. Im Jahr 2003 begann der Fusionierungsprozess der Spitexorganisationen Fislisbach-Birmenstorf, Mellingen und Umgebung und Rohrdorferberg. Edith Saner wirkte in verschiedenen Projektgruppen mit, bis sie im Herbst 2014 aus der neuentstandenen Spitex Heitersberg austrat. Sie engagierte sich nicht nur in der Spitex, sondern auch im Kulturverein Birmenstorf, in welchem sie von 1994 bis 2012 Vorstandsmitglied war.
2008 erlangte sie den Master in Coaching und Beratung an der FHNW. Von 2010 bis 2014 war sie Vorstandsmitglied und seit 2014 ist sie Verwaltungsratspräsidentin des Alterszentrums Buechberg in Fislisbach. Sie ist seit 2015 auch Vorstandsmitglied des Vereins Klinik Barmelweid. Des Weiteren ist sie seit Sommer 2017 Präsidentin der Organisation Aargauische Spitäler, Kliniken und Pflegeinstitutionen (VAKA). Seit dem Jahr 2021 ist sie die Vizepräsidentin des Kulturprojekts Wilhelmina. Im Jahr 2022 wurde sie ausserdem Vorstandsmitglied bei der Budget- und Schuldenberatung Aargau Solothurn und Verwaltungsratsmitglied der ASANA Gruppe AG.
Im Mai 2020 gründete sie mit ihrem Ehemann Rainer Saner die e+r saner gmbh. Die Beratungsfirma bietet Leistungen in den Bereichen Bildung, Führung und Reproduktionsmedizin an.

## Politik
Die politische Laufbahn Edith Saners begann 1998 mit der Wahl in den Gemeinderat Birmenstorf. Zwei Jahre später wurde sie zur Frau Vizeammann ernannt, nochmals zwei Jahre später übernahm sie das Amt der Frau Gemeindeammann. Insgesamt gehörte sie dem Gemeinderat 20 Jahre lang an, 16 Jahre lang als Gemeindeammann. Sie hat als Gemeinderat und später als Frau Ammann die Planung und Realisierung des Gemeindehauses, des Schulraums und weiterer öffentlichen Gebäude, die Verkehrs- und Strassenplanung vorangetrieben und sich für eine familienfreundliche Gemeinde aller Generationen eingesetzt. Ausserdem engagierte sie sich bei Baden Regio, dem Regionalplanungsverband von Baden. Sie war dort Vorstandsmitglied, beschäftigte sich hauptsächlich mit Gesundheitsthemen und leitete die Arbeitsgruppe Langzeitversorgung. In dieser Zeit trieb sie die Umwandlung des Alterszentrums am Buechberg in Fislisbach in eine Aktiengesellschaft voran.
Am 1. Juli 2014 begann Edith Saner ihr Amt als Grossrätin. Sie rückte, aufgrund ihres Wahlresultats, für den zurückgetretenen Max Läng nach. Während der ersten drei Jahre im Grossen Rat war sie auch im Gemeinderat als Frau Gemeindeammann von Birmenstorf. Im Herbst 2017 trat sie jedoch nicht mehr zur Wahl für den Gemeinderat an. Sie wollte sich auf den Grossen Rat konzentrieren und verzichtete deshalb auf die Gemeindepolitik. Anfang Januar 2018 wurde Edith Saner vom Grossen Rat zur Vizepräsidentin II des Grossen Rates des Kantons Aargau gewählt und im Januar 2019 zur Vizepräsidentin I. Am 7. Januar 2020 erfolgte dann die Wahl zur Grossratspräsidentin und damit zur höchsten Aargauerin. Im Jahr 2021 wurde sie Mitglied der Bildungskommission des Grossen Rates. Seit 2021 ist sie ausserdem im Vorstand der Mitte Aargau und ab 2022 Mitglied der Parteileitung und Vizepräsidentin der Mitte Aargau.

### Vorstands- und Kommissionstätigkeit
- Mitglied des Vorstandes Betriebliches Gesundheitsmanagement (BGM) Kanton Aargau (bis 2015)[18]
- Mitglied der Bildungskommission OdA (bis 2015)[19]
- Mitglied der Kantonalen Ethikkommission Aargau/Solothurn (bis 2014)
- Mitglied der Kommission Frau und Gesundheit der Frauenzentrale Kanton Aargau (2007 bis 2010)
- Präsidentin des Verwaltungsrats im Alterszentrum am Buechberg AG (seit 2014)
- Präsidentin des Gesundheitsverbandes vaka (seit 2017)
- als Grossrätin Die Mitte Aargau in der Bildungskommission (seit 2021)
- Vorstandsmitglied der Kantonalpartei Die Mitte Aargau (seit 2021)
- Vizepräsidentin Kulturprojekt Wilhelmina (seit 2021)
- Mitglied der Parteileitung und Vizepräsidentin Die Mitte Aargau (seit 2022)
- Vorstandsmitglied bei der Budget- und Schuldenberatung Aargau Solothurn (seit 2022)
- Verwaltungsratsmitglied der ASANA Gruppe AG (seit 2022)